# Un giorno insieme/Crescerai
Un giorno insieme/Crescerai è il 19° singolo discografico del gruppo musicale italiano dei Nomadi, pubblicato in Italia nel 1973 dalla Columbia.

## Tracce
1. Un giorno insieme – 3:15 (Luigi Albertelli, Claudio Daiano, Piero Soffici)
2. Crescerai – 3:19 (Beppe Carletti, Carlo Alberto Contini)

Durata totale: 6:34